# Sidney Langford Hinde
Sidney Langford Hinde (Niagara-on-the-Lake, 23 juli 1863 - Haverfordwest, 18 oktober 1930) was een Brits arts en koloniaal ambtenaar.

## Biografie
Sidney Langford Hinde was van 1892 tot 1894 in de rang van kapitein betrokken bij de veldtochten van de Onafhankelijke Congostaat tegen de Arabo-Swahili, in dienst van koning Leopold II van België. Gedurende een bepaalde periode was hij tweede in rang, na Francis Dhanis.
In 1894 was hij betrokken bij de verkenning van het district Lualaba. In 1895 presenteerde hij een rapport over zijn ervaringen in de Onafhankelijke Congostaat aan de Royal Geographical Society.  Zijn boek over zijn ervaringen in Congo, The Fall of the Congo Arabs, werd in 1897 gepubliceerd door Methuen & Co.

## Onderscheidingen
- Koninklijke Orde van de Leeuw
- Dienstster

## Werken
- (en)  The Fall of the Congo Arabs, Londen, Methuen & Co., 1897.

- Gemeinsame Normdatei: 1275522475
- International Standard Name Identifier: 0000 0003 9775 9111
- Nederlandse Thesaurus van Auteursnamen: 329709410
- Système universitaire de documentation: 196788323
- Virtual International Authority File: 52073439
- WorldCat: E39PBJcBVCp7Rqj8MfMcc734v3